# Шейхан (княжество)
Княжество Шейхан (буквально «княжество шейхов») — княжество езидских шейхов, со столицей в городе Баадра, существовавшее с 1236 по 1832 г. Но непрерывного княжества не было.

## История создания
Позже[когда?] княжество Дасени стало известно, как Шейхан, во главе с эмирами из рода Катани, возводящих свою генеалогию к Мир Брахиму, сыну езидского святого Дарвеш Адама, ученика Шейха Шарафадина Ади. Это было единственное курдское княжество с определёнными границами, практически независимое и оказывавшее значительное влияние на соседние.
После образования княжества шейхов появились и другие княжества, например, княжества Мехмуди, Димили и Бахруни. Историк Enwer Mayi Sebaret в этой связи рассказывает: «300 лет тому назад в Ашуте было княжество у курдов-езидов под названием Бахруни». Далее он пишет: «До 1236 г.п.Р.Х. г. Дахук являлся столицей существовавшего достаточно долгий отрезок времени княжества».
После распада княжества Южный Дасени, было образовано княжество шейхов — Шейхан. Столица княжества находилась в Баадре (Ba‘adra).
Шейхан сыграл значительную роль в истории езидов. Этой точки зрения придерживается и историк Mehfuz Ebasi.
С эмирами Шейхана (Мире Шехан) езиды чувствовали себя уверенными и защищёнными от врагов. Но впоследствии и этому княжеству курдов-езидов, как и другим курдским эмиратам, суждено было попасть под власть завоевателей. Оно фактически просуществовало до XIX века, а представители рода  эмиров езидов Шейхана и сейчас являются предводителями иракских езидов. Более того, езиды всего мира признают над собой главенство этого эмира. А традиция разносить санджаки до сих пор существует в пределах Ирака, иногда группу кавалов посылают к езидам Сирии и Турции.

## Управление землями
Эмир езидов управлял племенами езидов посредством своих посланников — «кавалов», которые одновременно были проповедниками религии Езидизм, а также исполняли функции судей. Символом власти являлись медные изображения павлина «санджак». На каждую из общин курдов-езидов приходилось по одному санджаку. Каждый год группа из нескольких кавалов вместе с санджаком обходила все селения курдов-езидов.
Езиды составляли семь общин, каждая из которых представляла собой союз племен: езиды Шейхана, Синджара, Алеппо, Тебриза, Диярбакыра, Хаккари и езиды, проживающие на границе[чего?] с Арменией.

## Правители

### Мир Дервеш Адам
Мир Ибрагим-Дервеш Адам был прародителем рода правителей езидов. Он был первым современником Шейха Шариф Ади ибн Мусафир. В священном писании о Шейхе Шарифе Ади ибн Мусафир говорится, о том, что после того, как Мир Ибрагим узнал, что Шейх Шариф Ади ибн Мусафир прибыл в Лалеш из Великой Сирии, он сам отправился к Шейх Шариф Ади ибн Мусафир и признал его, как духовного лидера.
В это время Мир Ибрагим являлся князем области Хорасан (Xurasan). Его резиденция располагалась в Kelha Cerehiye.
После того как разгорелся конфликт между родом Шемсани и Адани, а также развернулась борьба между исламским правителем Мосула Бедреддином Лулу и Шейхом Сином, потомки Мира Ибрагима получили власть над княжеством Шейха и, вместе с тем, над езидами. Это управление существует до сегодняшних дней.

### Мир Али Бег II
Мир Али Бег II был сыном Мира Хусейн Бега (Hisкn Beg), являлся лидером езидов на рубеже XIX−XX веков и внёс большой вклад в защиту их положения в Османской империи.
Он оказал сопротивление османскому правителю Мосула генералу Фирик-паше (Firiq Pasha) в его попытке исламизации. Фрик-паша (Омар Вахби-паша) потребовал, чтобы езиды приняли ислам. Мир Али-бег II ответил отказом. В ответ Фрик-паша направил в Шейхан армию и совершил беспрецедентную резню мирного населения. Были разрушены многие селения, множество езидов погибло, оказывая сопротивление. Лалеш был захвачен и разграблен. У езидов были отобраны священные символы религии, а храм Шейх Шариф Ади ибн Мусафир обращён в мусульманское медресе.
Некоторые езиды формально принял ислам. Среди них был и Мирза-бег, брат Мира Али-бега II, который таким образом стремился спасти народ. Али-бег II принимать мусульманство отказался, за что османские власти сместили его, назначив вместо него Мирза-бега. Как рассказывали очевидцы тех событий, лидера езидов в Баадре подвергали постоянным пыткам, постоянно заставляли ходить босиком по колючкам, предлагали ему деньги, золото, но он отказывался принимать ислам. Из-за авторитета Али-бега у езидов, его решили не убивать, а отправить в ссылку в Сивас. Всё это время рядом с ним находилась его супруга и двоюродная сестра Майян Хатун, которая всегда была предана ему, была его доверенным лицом и советником, при этом страдания Али-бега II лишь укрепили её характер.
В Сивасе рядовые езиды подкупали османских чиновников и содержали своего Мира как могли. Видя беззаконие по отношению к езидам, европейские послы протестовали и писали письма в Стамбул, в результате чего Фирик-паша был отозван, а на его место в Мосул был отправлен Сулейман Назиф-паша, мать которого была езидкой по происхождению. Он вернул езидам религиозные ценности, отобранные Фирик-пашой, и освободил Али-бега II и Майян Хатун. Езиды же не простили измены Мирза-бегу и, в свою очередь, свергли его и посадили обратно на трон Али-бега II.
После возвращения из ссылки Мир Али Бег II построил много замков и крепостей  езидов.
На некоторое время Миру Али Бегу удалось защитить езидов от нападений путём выплат крупных денежных сумм османцам и новому мусульманскому правителю Мосула Нури-паше. Из-за этих платежей, арабские авторы прозвали Мира Али Бега «Мире бартил» («князь взяток», «эмир-подкупщик»).
Али-бегу удалось наладить отношения с Нури-пашой и во время его правления реставрировать множество езидских святынь. Также Али-бег выплачивал мосульскому паше ежегодно от 400 до 1000 лир, чтобы тот написал книгу о езидах и езидизме, где были описаны обычаи курдов-езидов. Он добился, чтобы езидов перестали призывать в османскую армию, а также смог предотвратить преобразование Лалеша в мусульманское учебное заведение.
Али-бег также преследовал цель уберечь езидов от попыток втянуть их в войну с османцами.

### Мир Тахсин Бег
Мир Тахсин Бег родился в 1931 году в Баадре. После смерти его отца Мира Саид Бега, он в возрасте 13-ти лет, стал главой езидов. Из-за своего юного возраста он руководствовался советами своей бабушки Майян Хатун. В связи с взятыми на себя обязательствами о своем народе, Мир Тахсин Бег пользовался неограниченным доверием и уважением. Являясь главой езидов, он часто становился мишенью для исламских фундаменталистов. Ввиду того, что он высказывал резкую критику в адрес иракского правительства, из-за проводимой антиезидской политики, он был изгнан в 1970 году в Лондон. Ирак приказал езидам признать угодного правительству, Мира Базида, как главу. Большинство езидов оказало сопротивление данному плану и в дальнейшем поддерживало Мира Тахсин Бега, которого представлял его брат Мир Хаири Бег. После того как политическая обстановка в Ираке, по отношению к езидам несколько разрядилась, Мир Тахсин Бег вернулся в 1982 году в Ирак.

## Преемственность езидских эмиров
- Мир Дервиш Адам
- Мир Ибрагим
- Шейх Абу Бакыр
- Мир Мухаммад Батени
- Мир Малак
- Мир Хади баг
- Мир Хамза баг
- Мир Зайнал Бег
- Мир Хусейн баг Великий
- Мир Сулейман баг
- Мир Аби баг
- Мир Шариф баг
- Мир Хусейн баг
- Мир Сулейман баг
- Мир Мирхан баг
- Мир Бедах Бег
- Мир Чоло Бег
- Мир Ханджар Бег (1790 — неизвестно)
- Мир Хасан Бег I (неизвестно — 1810)
- Мир Али Бег I (1810 — 1833)
- Мир Джасым Бег I (1833 — неизвестно)
- Мир Хусейн Бег III (неизвестно — 1879)
- Мир Мирза Бег I (1879 — 1899)
- Мир Али Бег II (1899 — 1913)
- Мир Саид Бег I (1913 — 1944)
- Мир Тахсин Бег I (1944 — 2019)

### Регенты езидских эмиров
Майян Хатун (1913 — 1957)